# Cristo eucaristico tra i santi Bartolomeo e Rocco
Il Cristo eucaristico tra i santi Andrea e Rocco è un dipinto a olio su tela (254x175 cm) del Moretto, databile al 1545 circa e conservato nella chiesa di San Bartolomeo di Castenedolo, in provincia di Brescia, al secondo altare destro.
L'opera, da trattare in parallelo al Cristo eucaristico con i santi Cosma e Damiano nella parrocchiale di Marmentino, possiede un forte significato teologico legato al periodo di esecuzione, cioè durante la diffusione del protestantesimo, che rifiutava l'interpretazione cattolico-romana dell'eucaristia (transustanziazione). Il Moretto, molto prima dell'apertura del Concilio di Trento e pertanto lontano da qualsiasi imposizione dall'alto, dimostra di porre contro le nuove dottrine una solida fede tradizionale, trasmettendo con una grande sintesi compositiva il valore della celebrazione eucaristica.

## Storia
La commissione della tela discende probabilmente dal prelato Donato Savallo, arciprete della basilica di San Pietro de Dom dal 1524 e legato da benefici parrocchiali sia a Castenedolo, sia a Marmentino, dove si trova il Cristo eucaristico con i santi Cosma e Damiano, sempre opera del Moretto e del tutto analoga a questa per valori formali e significato teologico.
Il legame tra Savallo e il Moretto è documentato a partire dal 1530, quando il prelato scrive al pittore per comunicargli alcune informazioni sull'organaro Graziadio Antegnati, ma le varie date sono troppo distanti tra loro per poter circoscrivere ad un determinato periodo la commissione della pala, che deve essere desunto dagli aspetti stilistici. Il Cristo eucaristico di Castenedolo, infatti, dovrebbe collocarsi almeno un quinquennio dopo.
Non sono noti spostamenti o trasferimenti dell'opera, che pertanto è da ritenersi ancora nella sua collocazione originale.

## Descrizione
La pala raffigura, nella parte superiore, Gesù tra le nubi recante due simboli della passione: la Sacra Lancia e la colonna contro la quale fu flagellato. Sospesa sul capo di Gesù vi è inoltre la corona di spine.
Nella parte inferiore della tela, san Bartolomeo e san Rocco assistono alla manifestazione di Cristo davanti a un altare recante, in sommità, un ostensorio contenente il Santissimo Sacramento, parzialmente coperto da un velo trasparente teso ai lati. Vari panneggi coprono l'altare e i gradini superiori sopra i quali volteggia la figura di Cristo.

## Stile
L'autografia del dipinto non è mai stata messa in discussione, ma la sua presenza nella letteratura artistica antica è molto scarsa, ancor più della pala di Marmentino. Il primo critico moderno a citare l'opera, seppur con una semplice menzione, è Pompeo Molmenti nel 1891, mentre la prima trattazione più approfondita è nella monografia di Pietro Da Ponte del 1898, secondo il quale sono "belle e espressive le teste dei pellegrini; lascia invece a desiderare la figura del Redentore. In complesso non può mettersi tra le opere distinte del Moretto". Il dipinto è assente negli studi di Berenson e di Adolfo Venturi di inizio Novecento, mentre György Gombosi conferisce all'opera un certo rilievo critico.
La tela viene esposta alla mostra del 1946 sulla pittura bresciana e, nella scheda descrittiva del catalogo, Gaetano Panazza e Camillo Boselli scrivono che anche in questa tela "il Moretto dimostra le sue migliori qualità di colorista e compositore. Le due figure dei santi, per nulla sforzate dal chiasmo compositivo, conducono quali quinte prospettiche l'occhio alla bianca ostia luminosa entro il sommesso balenare dell'oro del reliquiario, mentre attorno, l'avvampato bianco della tovaglia e il velo aureo e grigio, contesto d'aria e di luce, creano l'introduzione luminosa necessaria al brillare del Simbolo", trovando però che "le promesse della parte inferiore non vengono mantenute" a causa della mediocre resa della figura di Cristo.
Lo spessore devozionale e il profondo significato teologico della pala, in relazione al periodo di esecuzione, sono messi alla luce da Valerio Guazzoni in due successive analisi dell'opera, nel 1981 e nel 1985, parallelamente alla pala di Marmentino. L'opera è infatti da inserire adeguatamente nel momento storico in cui viene eseguita: nelle nuove dottrine che si vanno rapidamente diffondendo in seguito alla predicazione di Martin Lutero, infatti, la transustanziazione viene aspramente criticata, così come qualsiasi adorazione o processione eucaristica. A queste dottrine, il Concilio di Trento opporrà la tradizionale teologia cattolica, in particolare nelle sessioni XIII e XXII del 1551 e del 1562 dove si ribadirà la continuità storica del sacrificio di Cristo nella celebrazione eucaristica, che lo attualizza e lo rende operante per la salvezza della comunità radunata ritualmente.
I due dipinti del Moretto, questo e quello di Marmentino, agiscono con largo anticipo sulle disposizioni del Concilio, proponendo i futuri dettami "in forte posizione apologetica della fede tradizionale, piuttosto che di divulgazione della dottrina conciliare. La specie eucaristica, ostensa e protetta dal leggero padiglione dal velo, occupa il punto centrale all'incrocio delle diagonali della composizione, ed è un'assoluta posizione assiale col Cristo risorto ma recante i segni della passione per ricordare il momento sacrificale; l'ostia al centro ripropone quel sacrificio e si sostanzia di una presenza reale degna di essere adorata dai santi genuflessi alla base".
Pier Virgilio Begni Redona, nel 1988, avvicina stilisticamente l'opera alla Pentecoste in Pinacoteca Tosio Martinengo per le analogie cromatiche e compositive fra questi santi Rocco e Bartolomeo e i due apostoli in primo piano in quella pala, nonché per l'affinità tra la figura di Cristo e quella della Madonna nella Pentecoste.